# 블랙햄 콜리시엄
블랙햄 콜리시엄(Blackham Coliseum)는 미국 루이지애나주 라피엣에 위치한 실내 경기장이다. 과거 SPHL 루이지애나 아이스게이터스의 홈경기장으로 사용했다.